# Mykanów (gmina)

Gmina na tle zmieniającego się podziału administracyjnego powiatu częstochowskiego

Mykanów – gmina wiejska w województwie śląskim, w powiecie częstochowskim. W latach 1975–1998 gmina położona była w województwie częstochowskim.
Siedziba gminy to Mykanów.
Według danych z 30 czerwca 2004 gminę zamieszkiwało 13 759 osób.

## Struktura powierzchni
Według danych z roku 2002 gmina Mykanów ma obszar 140,64 km², w tym:
- użytki rolne: 82%
- użytki leśne: 11%.

Gmina stanowi 9,26% powierzchni powiatu.

## Demografia

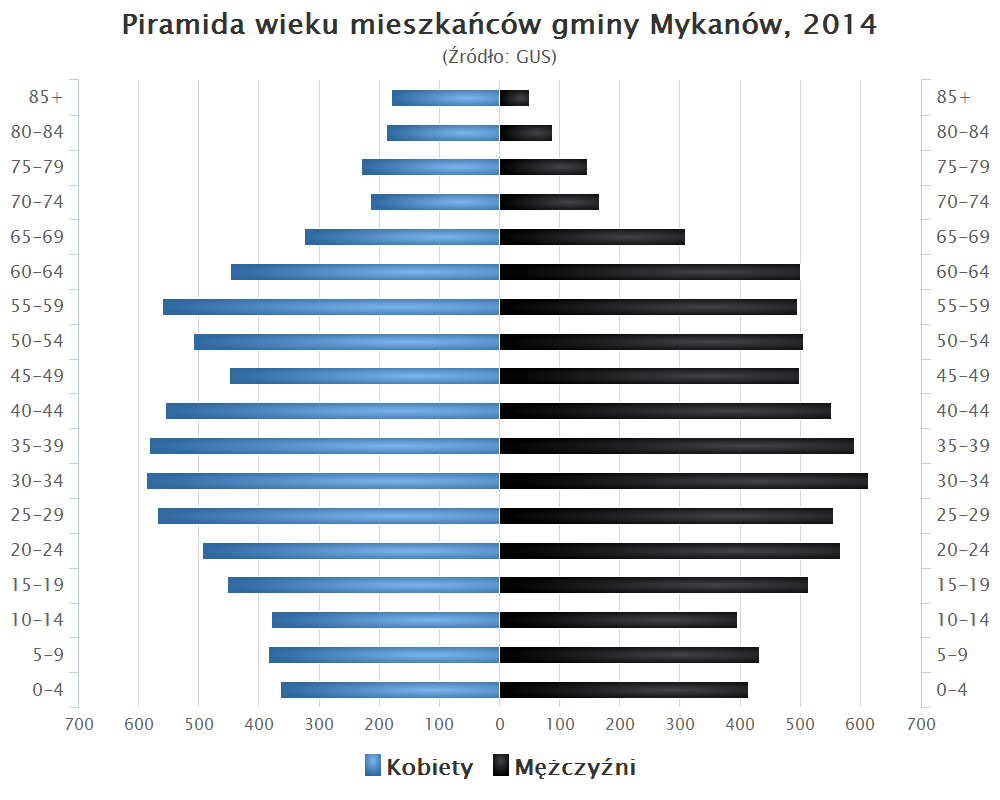
Piramida wieku mieszkańców gminy Mykanów w 2014 roku

Dane z 30 czerwca 2004:
| Opis                              | Ogółem | Ogółem | Kobiety | Kobiety | Mężczyźni | Mężczyźni |
| --------------------------------- | ------ | ------ | ------- | ------- | --------- | --------- |
| Jednostka                         | osób   | %      | osób    | %       | osób      | %         |
| Populacja                         | 13 759 | 100    | 6908    | 50,2    | 6851      | 49,8      |
| Gęstość zaludnienia [mieszk./km²] | 97,8   | 97,8   | 49,1    | 49,1    | 48,7      | 48,7      |

## Sołectwa
Adamów, Borowno, Cykarzew Północny, Czarny Las, Grabowa, Jamno, Kokawa, Kuźnica Kiedrzyńska, Kuźnica Lechowa, Lubojna, Lubojenka, Łochynia, Mykanów, Nowy Broniszew, Nowy Kocin, Osiny, Radostków, Rusinów, Rybna, Stary Broniszew, Stary Cykarzew, Stary Kocin, Wierzchowisko, Wola Hankowska.

## Pozostałe miejscowości
Antoniów, Borowno-Kolonia, Cykarzew Północny-Stacja-część miejscowości, Dudki, Florków, Grabówka, Kolonia Wierzchowisko, Lemańsk, Lubojenka, Nowa Rybna, Pasieka, Przedkocin, Radostków-Kolonia, Topolów, Tylin, Wola Kiedrzyńska.

## Sąsiednie gminy i miasta
Częstochowa, Kłobuck, Kłomnice, Kruszyna, Miedźno, Nowa Brzeźnica, Rędziny

## Transport
- 483 – Łask – Ważne Młyny – Częstochowa
- 1 – Gdańsk – Łódź – Katowice

### Kolejowy
Przez gminę przebiega linia kolejowa nr 146 przez którą kursują pociągi ŁKA (relacji Częstochowa - Łódź) oraz PolRegio (relacji Częstochowa - Chorzew Siemkowice).
Przystanki kolejowe obsługujące ruch pasażerski:
- Mykanów
- Stary Cykarzew
- Cykarzew Północny
- Stary Broniszew

## Administracja
Mykanów jest gminą wiejską. Mieszkańcy Mykanowa wybierają do swojej rady gminy 15 radnych. Organem wykonawczym jest wójt. Mieszkańcy Mykanowa wybierają parlamentarzystów z okręgu wyborczego Częstochowa, a posłów do Parlamentu Europejskiego z okręgu wyborczego nr 11.

### Wójt gminy Mykanów
- Dariusz Pomada[5] (od 2014)

### Przewodniczący Rady gminy Mykanów
- Tomasz Nowicki[6] (od 2024)

### Radni gminy Mykanów wybrani na kadencję 2024-2029[7]
|  | Radny / Wynik                                                | Okręg                                                                  |
|  | ------------------------------------------------------------ | ---------------------------------------------------------------------- |
|  | Katarzyna Gradzik-Szancenberg (KWW Dariusza Pomady) (35.07%) | 1. (Dudki, Florków, Kolonia Wierzchowisko, Lubojna, Pasieka, Tylin)    |
|  | Janusz Dreksler (KWW Dariusza Pomady) (29.62%)               | 2. (Czarny Las)                                                        |
|  | Magdalena Kierat (KWW Wspólna Gmina Mykanów) (51.23%)        | 3. (Antoniów, Wola Hankowska, Wola Kiedrzyńska)                        |
|  | Jarosław Migoń (Własny komitet) (30.58%)                     | 4. (Cykarzew Północny, Cykarzew Północny Stacja, Stary Kocin, Lemańsk) |
|  | Agnieszka Ossowska (KWW Wspólna Gmina Mykanów) (24.32%)      | 5. (Grabówka, Stary Cykarzew)                                          |
|  | Edyta Krawczyk (KWW Wspólna Gmina Mykanów) (32.36%)          | 6. (Adamów, Jamno, Nowy Broniszew, Osiny, Rusinów, Stary Broniszew)    |
|  | Michał Kwapisz (KKW Trzecia Droga) (44.16%)                  | 7. (Borowno)                                                           |
|  | Marek Powroźnik (KWW Dariusza Pomady) (37.77%)               | 8. (Borowno Kolonia, Grabowa, Łochynia)                                |
|  | Włodzimierz Rębiś (KW PiS) (28,09%)                          | 9. (Mykanów)                                                           |
|  | Izabela Redestowicz (KWW Wspólna Gmina Mykanów) (59.11%)     | 10. (Kokawa)                                                           |
|  | Jarosław Kubat (KKW Trzecia Droga) (43.54%)                  | 11. (Nowa Rybna, Nowy Kocin, Przedkocin, Rybna)                        |
|  | Grzegorz Stanek (KWW Dariusza Pomady) (46.75%)               | 12. (Lubojenka, Radostków, Radostków-Kolonia, Topolów)                 |
|  | Tomasz Nowicki (KKW Trzecia Droga) (48.03%)                  | 13. (Wierzchowisko I)                                                  |
|  | Ewa Osuchowska (KKW Trzecia Droga) (41.45%)                  | 14. (Wierzchowisko II)                                                 |
|  | Tadeusz Rec (KWW Dariusza Pomady) (34.58%)                   | 15. (Kuźnica Kiedrzyńska, Kuźnica Lechowa)                             |
|  | Razem                                                        | 15                                                                     |